# Paracoccidioides brasiliensis
Paracoccidioides brasiliensis (лат.) — вид диморфных грибов семейства Ajellomycetaceae, один из двух видов (наряду с P. lutzii), вызывающий  паракокцидиоидомикоз у человека.

## История открытия
P. brasiliensis был открыт бразильским врачом и специалистом по тролическим заболеваниям Адольфо Лутцем в 1908 году в Бразилии. Хотя Лутц не предложил название заболевания, вызываемого этим грибом, он отметил структуры, которые он назвал «pseudococcidica» вместе с мицеллием в культуре, росшим при 25 °C. В 1912 году Альфонс Сплендор предложил название Zymonema brasiliense и описал особенности этого гриба в культуре. В 1930 году Флориано де Альмейда создал род Paracoccidioides для видов, отличных от Coccidioides immitis.